# RMC Découverte
RMC Découverte és un canal de televisió francès de documentals i gratuït, disponible a la televisió digital terrestre de dit país, i propietat del grup NextRadioTV. Les primeres emissions daten del 12 de desembre del 2012. El canal és fruit de la voluntat del Consell de l'Audiovisual francès (el CSA) d'obrir la televisió digital terrestre a més canals i així ampliar la graella televisiva francesa. El grup NextRadioTV va proposar inicialment tres projectes, entre els quals RMC Découverte i RMC Sport HD, aquest segon dedicat a la informació esportiva. Finalment el Consell de l'Audiovisual decideix retenir RMC Découverte per emplenar l'oferta de canals dedicats als documentals de divulgació. De fet, RMC Découverte s'hauria de traduir en català per RMC Descoberta. Segons dades del mes de juliol del 2015 el canal de televisió ha aconseguit forjar-se una bona audiència, vist per 23 milions de persones.